# Wilhelm Welin
Wilhelm Gottfrid Welin, född 15 april 1859 i Bällefors socken, död 17 februari 1947 i Karlstad, var en svensk affärsman.
Wilhelm Welin var son till lantbrukaren Carl Welin och Maria Catarina Emerentia Fischer samt bror till Sanfrid Welin. Efter skolstudier i Skara genomgick Welin handelsskola i Göteborg. Han var handelsbiträde 1874–1883 och anställdes 1883 i firman Axel Gillblad & Co. i Göteborg som avdelningschef. 1897 lämnade han denna anställning för att överta firma Ekelöf & Svensson i Karlstad. Han ombildade firman till aktiebolag 1925 och blev dess VD. Welin intog under många år en ledande ställning inom de värmländska köpmannaorganisationerna. 1907–1916 var han ordförande i Karlstads manufakturhandlarförening och Värmlands-Dalslands köpmannaförbund. och innehade dessutom åtskilliga andra förtroendeposter inom andra köpmannaorganisationer. Han deltog även i det kommunala arbetet, bland annat som ledamot av stadsfullmäktige i Karlstad 1905–1920. Han var ledamot av handelskammaren i Karlstad, vid vars bildande han var en av initiativtagarna. 1917–1940 var han ledamot av styrelsen för Värmlands fornminnes- och museiförening. Welin var också initiativtagare till Friluftsmuseet Mariebergsskogen 1917 och var dess förste intendent 1917–1927. Han utgav ett par skrifter rörande den merkantila utvecklingen i Karlstad.